# 18e étape du Tour d'Italie 2022
Pour un article plus général, voir Tour d'Italie 2022.
La 18e étape du Tour d'Italie 2022 se déroule le jeudi 26 mai 2022 de Borgo Valsugana (Trentin-Haut-Adige) à Trévise (Vénétie), en Italie, sur une distance de 156 km.

## Parcours
La 18e étape relie Borgo Valsugana à Trévise sur 156 kilomètres. Deux ascensions répertoriées : le Scale di Primolano (2,3 km à 5,7 %, 4C) et le Muro di Ca' del Poggio (1,8 km à 6,7 %, 4C), et deux sprint intermédiaires : à Valdobbiadene (km 72,6) et à Susegana (km 116,4), jalonnent le parcours. Le final est composé d'un circuit urbain de onze kilomètres à parcourir qu'une seule fois.
La victoire d'étape est favorable aux sprinteurs.

## Déroulement de la course
Dès le kilomètre zéro, l'échappée se forme, avec quatre coureurs : le Belge Dries De Bondt (Alpecin-Fenix), le Danois Magnus Cort Nielsen (EF Education-EasyPost) et les deux Italiens Edoardo Affini (Jumbo-Visma) et Davide Gabburo (Bardiani CSF Faizanè).
Au sommet du Scale di Primolano (2,3 km à 5,7 %, 4C), Dries De Bondt devance Edoardo Affini, avec deux minutes et huit secondes d'avance sur le peloton. Au sprint intermédiaire de Valdobbiadene (km 72,6), Davide Gabburo précède Edoardo Affini ; le peloton compte un débours de deux minutes et vingt-huit secondes. Au sommet du Muro di Ca' del Poggio (1,8 km à 6,7 %, 4C), Dries De Bondt passe en tête devant Davide Gabburo, l'écart avec le peloton est de deux minutes et trente secondes. Au sprint intermédiaire de Susegana (km 116,4), Dries De Bondt récidive, avec deux minutes et huit secondes d'avance sur le peloton. Dans le final, le maillot blanc Juan Pedro López est piégé et perd près de trois minutes sur la ligne d'arrivée.
Le peloton s'attarde à rattraper l'échappée. Cette étape est un exemple du théorème de Chapatte, selon lequel un coureur disposant d'une avance d'une minute aux dix kilomètres peut espérer l'emporter ; ici, sur le premier passage de la ligne d'arrivée, l'écart entre les deux groupes est d'une minute et douze secondes ; à cinq kilomètres de l'arrivée, l'écart est de cinquante secondes. Sous la flamme rouge, il n'est plus que d'une vingtaine de secondes.
Finalement, le Belge Dries De Bondt s'impose à Trévise, concluant au sprint le quatuor de tête, il s'agit de sa première victoire en World Tour. Lancés, les sprinteurs coupent la ligne quatorze secondes après le vainqueur du jour, l'Italien Alberto Dainese (DSM) devance le Français Arnaud Démare (Groupama-FDJ) et son compatriote Davide Cimolai (Cofidis).
Au niveau des différents classements : le champion olympique équatorien et maillot rose Richard Carapaz (INEOS Grenadiers) conserve le maillot rose, le Néerlandais Koen Bouwman (Jumbo-Visma) le maillot bleu et Arnaud Démare le maillot violet. Après le débours concédé à l'arrivée, João Almeida perd le maillot blanc, au profit de son ancien détenteur, l'Espagnol Juan Pedro López (Trek-Segafredo). L'équipe Bahrain Victorious mène au classement par équipes.

## Résultats

### Classement de l'étape
| \| Classement de l'étape \| Classement de l'étape \| Classement de l'étape \| Classement de l'étape \| Classement de l'étape \| \| Coureur \| Coureur \| Pays \| Équipe \| Temps \| \| --------------------- \| --------------------- \| --------------------- \| ---------------------- \| --------------------- \| \| 1er \| Dries De Bondt \| Belgique \| Alpecin-Fenix \| 3 h 21 min 21 s \| \| 2e \| Edoardo Affini \| Italie \| Jumbo-Visma \| + 0 s \| \| 3e \| Magnus Cort Nielsen \| Danemark \| EF Education-EasyPost \| + 0 s \| \| 4e \| Davide Gabburo \| Italie \| Bardiani CSF Faizanè \| + 0 s \| \| 5e \| Alberto Dainese \| Italie \| Team DSM \| + 14 s \| \| 6e \| Arnaud Démare \| France \| Groupama-FDJ \| + 14 s \| \| 7e \| Davide Cimolai \| Italie \| Cofidis \| + 14 s \| \| 8e \| Mark Cavendish \| Royaume-Uni \| Quick-Step Alpha Vinyl \| + 14 s \| \| 9e \| Fernando Gaviria \| Colombie \| UAE Team Emirates \| + 14 s \| \| 10e \| Simone Consonni \| Italie \| Cofidis \| + 14 s \| |                     |             |                        |                 |
| |                     |             |                        |                 |
| Source : ProCyclingStats |                     |             |                        |                 |
| Classement de l'étape |                     |             |                        |                 |
| Coureur | Coureur             | Pays        | Équipe                 | Temps           |
| 1er | Dries De Bondt      | Belgique    | Alpecin-Fenix          | 3 h 21 min 21 s |
| 2e | Edoardo Affini      | Italie      | Jumbo-Visma            | + 0 s           |
| 3e | Magnus Cort Nielsen | Danemark    | EF Education-EasyPost  | + 0 s           |
| 4e | Davide Gabburo      | Italie      | Bardiani CSF Faizanè   | + 0 s           |
| 5e | Alberto Dainese     | Italie      | Team DSM               | + 14 s          |
| 6e | Arnaud Démare       | France      | Groupama-FDJ           | + 14 s          |
| 7e | Davide Cimolai      | Italie      | Cofidis                | + 14 s          |
| 8e | Mark Cavendish      | Royaume-Uni | Quick-Step Alpha Vinyl | + 14 s          |
| 9e | Fernando Gaviria    | Colombie    | UAE Team Emirates      | + 14 s          |
| 10e | Simone Consonni     | Italie      | Cofidis                | + 14 s          |

### Points attribués pour le classement par points
| Sprint intermédiaire Valdobbiadene (km 72.6) | Sprint intermédiaire Valdobbiadene (km 72.6) | Sprint intermédiaire Valdobbiadene (km 72.6) | Sprint intermédiaire Valdobbiadene (km 72.6) | Sprint intermédiaire Valdobbiadene (km 72.6) |
| -------------------------------------------- | -------------------------------------------- | -------------------------------------------- | -------------------------------------------- | -------------------------------------------- |
|                                              | Coureur                                      | Pays                                         | Équipe                                       | Point(s)                                     |
| 1er                                          | Davide Gabburo                               | Italie                                       | Bardiani CSF Faizanè                         | 12                                           |
| 2e                                           | Edoardo Affini                               | Italie                                       | Jumbo-Visma                                  | 8                                            |
| 3e                                           | Dries De Bondt                               | Belgique                                     | Alpecin-Fenix                                | 6                                            |
| 4e                                           | Magnus Cort Nielsen                          | Danemark                                     | EF Education-EasyPost                        | 5                                            |
| 5e                                           | Arnaud Démare                                | France                                       | Groupama-FDJ                                 | 4                                            |
| 6e                                           | Mark Cavendish                               | Grande-Bretagne                              | Quick-Step Alpha Vinyl                       | 3                                            |
| 7e                                           | James Knox                                   | Grande-Bretagne                              | Quick-Step Alpha Vinyl                       | 2                                            |
| 8e                                           | Owain Doull                                  | Grande-Bretagne                              | EF Education-EasyPost                        | 1                                            |
| modifier                                     |                                              |                                              |                                              |                                              |

| Arrivée d'étape Trévise (km 156) | Arrivée d'étape Trévise (km 156) | Arrivée d'étape Trévise (km 156) | Arrivée d'étape Trévise (km 156) | Arrivée d'étape Trévise (km 156) |
| -------------------------------- | -------------------------------- | -------------------------------- | -------------------------------- | -------------------------------- |
|                                  | Coureur                          | Pays                             | Équipe                           | Point(s)                         |
| 1er                              | Dries De Bondt                   | Belgique                         | Alpecin-Fenix                    | 50                               |
| 2e                               | Edoardo Affini                   | Italie                           | Jumbo-Visma                      | 35                               |
| 3e                               | Magnus Cort Nielsen              | Danemark                         | EF Education-EasyPost            | 25                               |
| 4e                               | Davide Gabburo                   | Italie                           | Bardiani CSF Faizanè             | 18                               |
| 5e                               | Alberto Dainese                  | Italie                           | Team DSM                         | 14                               |
| 6e                               | Arnaud Démare                    | France                           | Groupama-FDJ                     | 12                               |
| 7e                               | Davide Cimolai                   | Italie                           | Cofidis                          | 10                               |
| 8e                               | Mark Cavendish                   | Grande-Bretagne                  | Quick-Step Alpha Vinyl           | 8                                |
| 9e                               | Fernando Gaviria                 | Colombie                         | UAE Emirates                     | 7                                |
| 10e                              | Simone Consonni                  | Italie                           | Cofidis                          | 6                                |
| 11e                              | Vincenzo Albanese                | Italie                           | Eolo-Kometa                      | 5                                |
| 12e                              | Lawrence Naesen                  | Belgique                         | AG2R Citroën                     | 4                                |
| 13e                              | Tobias Bayer                     | Autriche                         | Alpecin-Fenix                    | 3                                |
| 14e                              | Andrea Vendrame                  | Italie                           | AG2R Citroën                     | 2                                |
| 15e                              | Maximiliano Richeze              | Argentine                        | UAE Emirates                     | 1                                |
| modifier                         |                                  |                                  |                                  |                                  |

### Points attribués pour le classement du meilleur grimpeur
| Le Scale di Primolano (km 24.6) 4e catégorie (2,3 km à 4,7%) | Le Scale di Primolano (km 24.6) 4e catégorie (2,3 km à 4,7%) | Le Scale di Primolano (km 24.6) 4e catégorie (2,3 km à 4,7%) | Le Scale di Primolano (km 24.6) 4e catégorie (2,3 km à 4,7%) | Le Scale di Primolano (km 24.6) 4e catégorie (2,3 km à 4,7%) |
| ------------------------------------------------------------ | ------------------------------------------------------------ | ------------------------------------------------------------ | ------------------------------------------------------------ | ------------------------------------------------------------ |
|                                                              | Coureur                                                      | Pays                                                         | Équipe                                                       | Point(s)                                                     |
| 1er                                                          | Dries De Bondt                                               | Belgique                                                     | Alpecin-Fenix                                                | 3                                                            |
| 2e                                                           | Edoardo Affini                                               | Italie                                                       | Jumbo-Visma                                                  | 2                                                            |
| 3e                                                           | Davide Gabburo                                               | Italie                                                       | Bardiani CSF Faizanè                                         | 1                                                            |
| modifier                                                     |                                                              |                                                              |                                                              |                                                              |

| Muro di Ca' del Poggio (km 102) 4e catégorie (10.1 km à 6.8%) | Muro di Ca' del Poggio (km 102) 4e catégorie (10.1 km à 6.8%) | Muro di Ca' del Poggio (km 102) 4e catégorie (10.1 km à 6.8%) | Muro di Ca' del Poggio (km 102) 4e catégorie (10.1 km à 6.8%) | Muro di Ca' del Poggio (km 102) 4e catégorie (10.1 km à 6.8%) |
| ------------------------------------------------------------- | ------------------------------------------------------------- | ------------------------------------------------------------- | ------------------------------------------------------------- | ------------------------------------------------------------- |
|                                                               | Coureur                                                       | Pays                                                          | Équipe                                                        | Point(s)                                                      |
| 1er                                                           | Dries De Bondt                                                | Belgique                                                      | Alpecin-Fenix                                                 | 3                                                             |
| 2e                                                            | Davide Gabburo                                                | Italie                                                        | Bardiani CSF Faizanè                                          | 2                                                             |
| 3e                                                            | Magnus Cort Nielsen                                           | Danemark                                                      | EF Education-EasyPost                                         | 1                                                             |
| modifier                                                      |                                                               |                                                               |                                                               |                                                               |

### Classements aux points intermédiaires
| Sprint intermédiaire Valdobbiadene (km 72.6) | Sprint intermédiaire Valdobbiadene (km 72.6) | Sprint intermédiaire Valdobbiadene (km 72.6) | Sprint intermédiaire Valdobbiadene (km 72.6) | Sprint intermédiaire Valdobbiadene (km 72.6) |
| -------------------------------------------- | -------------------------------------------- | -------------------------------------------- | -------------------------------------------- | -------------------------------------------- |
|                                              | Coureur                                      | Pays                                         | Équipe                                       | Point(s)                                     |
| 1er                                          | Davide Gabburo                               | Italie                                       | Bardiani CSF Faizanè                         | 10                                           |
| 2e                                           | Edoardo Affini                               | Italie                                       | Jumbo-Visma                                  | 6                                            |
| 3e                                           | Dries De Bondt                               | Belgique                                     | Alpecin-Fenix                                | 3                                            |
| 4e                                           | Magnus Cort Nielsen                          | Danemark                                     | EF Education-EasyPost                        | 2                                            |
| 5e                                           | Arnaud Démare                                | France                                       | Groupama-FDJ                                 | 1                                            |
| modifier                                     |                                              |                                              |                                              |                                              |

| Sprint intermédiaire Susegana (km 116.4) | Sprint intermédiaire Susegana (km 116.4) | Sprint intermédiaire Susegana (km 116.4) | Sprint intermédiaire Susegana (km 116.4) | Sprint intermédiaire Susegana (km 116.4) |
| ---------------------------------------- | ---------------------------------------- | ---------------------------------------- | ---------------------------------------- | ---------------------------------------- |
|                                          | Coureur                                  | Pays                                     | Équipe                                   | Point(s)                                 |
| 1er                                      | Dries De Bondt                           | Belgique                                 | Alpecin-Fenix                            | 10                                       |
| 2e                                       | Davide Gabburo                           | Italie                                   | Bardiani CSF Faizanè                     | 6                                        |
| 3e                                       | Magnus Cort Nielsen                      | Danemark                                 | EF Education-EasyPost                    | 3                                        |
| 4e                                       | Edoardo Affini                           | Italie                                   | Jumbo-Visma                              | 2                                        |
| 5e                                       | Davide Formolo                           | Italie                                   | UAE Emirates                             | 1                                        |
| modifier                                 |                                          |                                          |                                          |                                          |

### Bonifications
|   | Coureur             | Pays     | Équipe                | Secondes |
| - | ------------------- | -------- | --------------------- | -------- |
| 1 | Dries De Bondt      | Belgique | Alpecin-Fenix         | 3 s      |
| 2 | Davide Gabburo      | Italie   | Bardiani CSF Faizanè  | 2 s      |
| 3 | Magnus Cort Nielsen | Danemark | EF Education-EasyPost | 1 s      |

|   | Coureur             | Pays     | Équipe                | Secondes |
| - | ------------------- | -------- | --------------------- | -------- |
| 1 | Dries De Bondt      | Belgique | Alpecin-Fenix         | 10 s     |
| 2 | Edoardo Affini      | Italie   | Jumbo-Visma           | 6 s      |
| 3 | Magnus Cort Nielsen | Danemark | EF Education-EasyPost | 4 s      |

## Classements à l'issue de l'étape

### Classement général
| \| Classement général \| Classement général \| Classement général \| Classement général \| Classement général \| \| Coureur \| Coureur \| Pays \| Équipe \| Temps \| \| ------------------ \| ------------------ \| ------------------ \| ---------------------------------- \| ------------------ \| \| 1er \| Richard Carapaz \| Équateur \| Ineos Grenadiers \| 76 h 41 min 15 s \| \| 2e \| Jai Hindley \| Australie \| Bora-Hansgrohe \| + 3 s \| \| 3e \| Mikel Landa \| Espagne \| Bahrain Victorious \| + 1 min 05 s \| \| 4e \| Vincenzo Nibali \| Italie \| Astana Qazaqstan Team \| + 5 min 48 s \| \| 5e \| Pello Bilbao \| Espagne \| Bahrain Victorious \| + 6 min 19 s \| \| 6e \| Jan Hirt \| Tchéquie \| Intermarché-Wanty-Gobert Matériaux \| + 7 min 12 s \| \| 7e \| Emanuel Buchmann \| Allemagne \| Bora-Hansgrohe \| + 7 min 13 s \| \| 8e \| Domenico Pozzovivo \| Italie \| Intermarché-Wanty-Gobert Matériaux \| + 12 min 30 s \| \| 9e \| Juan Pedro López \| Espagne \| Trek-Segafredo \| + 15 min 10 s \| \| 10e \| Hugh Carthy \| Royaume-Uni \| EF Education-EasyPost \| + 17 min 03 s \| |                    |             |                                    |                  |
| |                    |             |                                    |                  |
| Source : ProCyclingStats |                    |             |                                    |                  |
| Classement général |                    |             |                                    |                  |
| Coureur | Coureur            | Pays        | Équipe                             | Temps            |
| 1er | Richard Carapaz    | Équateur    | Ineos Grenadiers                   | 76 h 41 min 15 s |
| 2e | Jai Hindley        | Australie   | Bora-Hansgrohe                     | + 3 s            |
| 3e | Mikel Landa        | Espagne     | Bahrain Victorious                 | + 1 min 05 s     |
| 4e | Vincenzo Nibali    | Italie      | Astana Qazaqstan Team              | + 5 min 48 s     |
| 5e | Pello Bilbao       | Espagne     | Bahrain Victorious                 | + 6 min 19 s     |
| 6e | Jan Hirt           | Tchéquie    | Intermarché-Wanty-Gobert Matériaux | + 7 min 12 s     |
| 7e | Emanuel Buchmann   | Allemagne   | Bora-Hansgrohe                     | + 7 min 13 s     |
| 8e | Domenico Pozzovivo | Italie      | Intermarché-Wanty-Gobert Matériaux | + 12 min 30 s    |
| 9e | Juan Pedro López   | Espagne     | Trek-Segafredo                     | + 15 min 10 s    |
| 10e | Hugh Carthy        | Royaume-Uni | EF Education-EasyPost              | + 17 min 03 s    |

| Classement par points | Classement par points | Classement par points | Classement par points           | Classement par points |
| Coureur               | Coureur               | Pays                  | Équipe                          | Points                |
| --------------------- | --------------------- | --------------------- | ------------------------------- | --------------------- |
| 1er                   | Arnaud Démare         | France                | Groupama-FDJ                    | 254 pts               |
| 2e                    | Mark Cavendish        | Royaume-Uni           | Quick-Step Alpha Vinyl          | 132 pts               |
| 3e                    | Fernando Gaviria      | Colombie              | UAE Team Emirates               | 124 pts               |
| 4e                    | Mathieu van der Poel  | Pays-Bas              | Alpecin-Fenix                   | 96 pts                |
| 5e                    | Alberto Dainese       | Italie                | Team DSM                        | 95 pts                |
| 6e                    | Dries De Bondt        | Belgique              | Alpecin-Fenix                   | 83 pts                |
| 7e                    | Simone Consonni       | Italie                | Cofidis                         | 73 pts                |
| 8e                    | Phil Bauhaus          | Allemagne             | Bahrain Victorious              | 72 pts                |
| 9e                    | Filippo Tagliani      | Italie                | Drone Hopper-Androni Giocattoli | 70 pts                |
| 10e                   | Davide Gabburo        | Italie                | Bardiani CSF Faizanè            | 68 pts                |

| Classement par points | Classement par points | Classement par points | Classement par points           | Classement par points |
| Coureur               | Coureur               | Pays                  | Équipe                          | Points                |
| --------------------- | --------------------- | --------------------- | ------------------------------- | --------------------- |
| 1er                   | Arnaud Démare         | France                | Groupama-FDJ                    | 254 pts               |
| 2e                    | Mark Cavendish        | Royaume-Uni           | Quick-Step Alpha Vinyl          | 132 pts               |
| 3e                    | Fernando Gaviria      | Colombie              | UAE Team Emirates               | 124 pts               |
| 4e                    | Mathieu van der Poel  | Pays-Bas              | Alpecin-Fenix                   | 96 pts                |
| 5e                    | Alberto Dainese       | Italie                | Team DSM                        | 95 pts                |
| 6e                    | Dries De Bondt        | Belgique              | Alpecin-Fenix                   | 83 pts                |
| 7e                    | Simone Consonni       | Italie                | Cofidis                         | 73 pts                |
| 8e                    | Phil Bauhaus          | Allemagne             | Bahrain Victorious              | 72 pts                |
| 9e                    | Filippo Tagliani      | Italie                | Drone Hopper-Androni Giocattoli | 70 pts                |
| 10e                   | Davide Gabburo        | Italie                | Bardiani CSF Faizanè            | 68 pts                |

| Classement de la montagne | Classement de la montagne | Classement de la montagne | Classement de la montagne          | Classement de la montagne |
| Coureur                   | Coureur                   | Pays                      | Équipe                             | Points                    |
| ------------------------- | ------------------------- | ------------------------- | ---------------------------------- | ------------------------- |
| 1er                       | Koen Bouwman              | Pays-Bas                  | Jumbo-Visma                        | 218 pts                   |
| 2e                        | Giulio Ciccone            | Italie                    | Trek-Segafredo                     | 103 pts                   |
| 3e                        | Diego Rosa                | Italie                    | Eolo-Kometa                        | 94 pts                    |
| 4e                        | Jai Hindley               | Australie                 | Bora-Hansgrohe                     | 74 pts                    |
| 5e                        | Lennard Kämna             | Allemagne                 | Bora-Hansgrohe                     | 74 pts                    |
| 6e                        | Santiago Buitrago         | Colombie                  | Bahrain Victorious                 | 71 pts                    |
| 7e                        | Richard Carapaz           | Équateur                  | Ineos Grenadiers                   | 67 pts                    |
| 8e                        | Jan Hirt                  | Tchéquie                  | Intermarché-Wanty-Gobert Matériaux | 57 pts                    |
| 9e                        | Gijs Leemreize            | Pays-Bas                  | Jumbo-Visma                        | 47 pts                    |
| 10e                       | Wilco Kelderman           | Pays-Bas                  | Bora-Hansgrohe                     | 42 pts                    |

| Classement de la montagne | Classement de la montagne | Classement de la montagne | Classement de la montagne          | Classement de la montagne |
| Coureur                   | Coureur                   | Pays                      | Équipe                             | Points                    |
| ------------------------- | ------------------------- | ------------------------- | ---------------------------------- | ------------------------- |
| 1er                       | Koen Bouwman              | Pays-Bas                  | Jumbo-Visma                        | 218 pts                   |
| 2e                        | Giulio Ciccone            | Italie                    | Trek-Segafredo                     | 103 pts                   |
| 3e                        | Diego Rosa                | Italie                    | Eolo-Kometa                        | 94 pts                    |
| 4e                        | Jai Hindley               | Australie                 | Bora-Hansgrohe                     | 74 pts                    |
| 5e                        | Lennard Kämna             | Allemagne                 | Bora-Hansgrohe                     | 74 pts                    |
| 6e                        | Santiago Buitrago         | Colombie                  | Bahrain Victorious                 | 71 pts                    |
| 7e                        | Richard Carapaz           | Équateur                  | Ineos Grenadiers                   | 67 pts                    |
| 8e                        | Jan Hirt                  | Tchéquie                  | Intermarché-Wanty-Gobert Matériaux | 57 pts                    |
| 9e                        | Gijs Leemreize            | Pays-Bas                  | Jumbo-Visma                        | 47 pts                    |
| 10e                       | Wilco Kelderman           | Pays-Bas                  | Bora-Hansgrohe                     | 42 pts                    |

| Classement du meilleur jeune | Classement du meilleur jeune | Classement du meilleur jeune | Classement du meilleur jeune | Classement du meilleur jeune |
| Coureur                      | Coureur                      | Pays                         | Équipe                       | Temps                        |
| ---------------------------- | ---------------------------- | ---------------------------- | ---------------------------- | ---------------------------- |
| 1er                          | Juan Pedro López             | Espagne                      | Trek-Segafredo               | 76 h 56 min 25 s             |
| 2e                           | Santiago Buitrago            | Colombie                     | Bahrain Victorious           | + 5 min 05 s                 |
| 3e                           | Thymen Arensman              | Pays-Bas                     | Team DSM                     | + 6 min 46 s                 |
| 4e                           | Pavel Sivakov                | France                       | Ineos Grenadiers             | + 15 min 42 s                |
| 5e                           | Luca Covili                  | Italie                       | Bardiani CSF Faizanè         | + 57 min 07 s                |
| 6e                           | Mauri Vansevenant            | Belgique                     | Quick-Step Alpha Vinyl       | + 1 h 11 min 01 s            |
| 7e                           | Vadim Pronskiy               | Kazakhstan                   | Astana Qazaqstan Team        | + 1 h 34 min 33 s            |
| 8e                           | Iván Sosa                    | Colombie                     | Movistar Team                | + 1 h 38 min 55 s            |
| 9e                           | Gijs Leemreize               | Pays-Bas                     | Jumbo-Visma                  | + 1 h 42 min 23 s            |
| 10e                          | Jhonatan Narváez             | Équateur                     | Ineos Grenadiers             | + 1 h 45 min 08 s            |

| Classement du meilleur jeune | Classement du meilleur jeune | Classement du meilleur jeune | Classement du meilleur jeune | Classement du meilleur jeune |
| Coureur                      | Coureur                      | Pays                         | Équipe                       | Temps                        |
| ---------------------------- | ---------------------------- | ---------------------------- | ---------------------------- | ---------------------------- |
| 1er                          | Juan Pedro López             | Espagne                      | Trek-Segafredo               | 76 h 56 min 25 s             |
| 2e                           | Santiago Buitrago            | Colombie                     | Bahrain Victorious           | + 5 min 05 s                 |
| 3e                           | Thymen Arensman              | Pays-Bas                     | Team DSM                     | + 6 min 46 s                 |
| 4e                           | Pavel Sivakov                | France                       | Ineos Grenadiers             | + 15 min 42 s                |
| 5e                           | Luca Covili                  | Italie                       | Bardiani CSF Faizanè         | + 57 min 07 s                |
| 6e                           | Mauri Vansevenant            | Belgique                     | Quick-Step Alpha Vinyl       | + 1 h 11 min 01 s            |
| 7e                           | Vadim Pronskiy               | Kazakhstan                   | Astana Qazaqstan Team        | + 1 h 34 min 33 s            |
| 8e                           | Iván Sosa                    | Colombie                     | Movistar Team                | + 1 h 38 min 55 s            |
| 9e                           | Gijs Leemreize               | Pays-Bas                     | Jumbo-Visma                  | + 1 h 42 min 23 s            |
| 10e                          | Jhonatan Narváez             | Équateur                     | Ineos Grenadiers             | + 1 h 45 min 08 s            |

| Classement par équipes | Classement par équipes             | Classement par équipes | Classement par équipes |
| Équipe                 | Équipe                             | Pays                   | Temps                  |
| ---------------------- | ---------------------------------- | ---------------------- | ---------------------- |
| 1re                    | Bahrain Victorious                 | Bahreïn                | 230 h 14 min 47 s      |
| 2e                     | Bora-Hansgrohe                     | Allemagne              | + 14 s                 |
| 3e                     | Intermarché-Wanty-Gobert Matériaux | Belgique               | + 52 min 38 s          |
| 4e                     | Ineos Grenadiers                   | Royaume-Uni            | + 1 h 02 min 03 s      |
| 5e                     | Astana Qazaqstan Team              | Kazakhstan             | + 1 h 45 min 57 s      |
| 6e                     | Trek-Segafredo                     | États-Unis             | + 1 h 53 min 36 s      |
| 7e                     | UAE Team Emirates                  | Émirats arabes unis    | + 2 h 14 min 58 s      |
| 8e                     | Jumbo-Visma                        | Pays-Bas               | + 2 h 29 min 46 s      |
| 9e                     | BikeExchange-Jayco                 | Australie              | + 2 h 39 min 09 s      |
| 10e                    | Movistar Team                      | Espagne                | + 2 h 52 min 18 s      |

| Classement par équipes | Classement par équipes             | Classement par équipes | Classement par équipes |
| Équipe                 | Équipe                             | Pays                   | Temps                  |
| ---------------------- | ---------------------------------- | ---------------------- | ---------------------- |
| 1re                    | Bahrain Victorious                 | Bahreïn                | 230 h 14 min 47 s      |
| 2e                     | Bora-Hansgrohe                     | Allemagne              | + 14 s                 |
| 3e                     | Intermarché-Wanty-Gobert Matériaux | Belgique               | + 52 min 38 s          |
| 4e                     | Ineos Grenadiers                   | Royaume-Uni            | + 1 h 02 min 03 s      |
| 5e                     | Astana Qazaqstan Team              | Kazakhstan             | + 1 h 45 min 57 s      |
| 6e                     | Trek-Segafredo                     | États-Unis             | + 1 h 53 min 36 s      |
| 7e                     | UAE Team Emirates                  | Émirats arabes unis    | + 2 h 14 min 58 s      |
| 8e                     | Jumbo-Visma                        | Pays-Bas               | + 2 h 29 min 46 s      |
| 9e                     | BikeExchange-Jayco                 | Australie              | + 2 h 39 min 09 s      |
| 10e                    | Movistar Team                      | Espagne                | + 2 h 52 min 18 s      |

## Abandons
- João Almeida (UAE Emirates) : non-partant